# Tonantzintla 2
Tonantzintla 2 (Pismis 26) – gromada kulista znajdująca się w konstelacji Skorpiona w odległości około 26 700 lat świetlnych od Ziemi. Została odkryta w Tonantzintla Observatory w Meksyku przez Paris Pişmiş w 1959 roku. Nazwa gromady Tonantzintla 2 (Ton 2) pochodzi od nazwy obserwatorium, w którym została odkryta, a nazwa katalogowa Pismis 26 pochodzi od nazwiska odkrywczyni. Gromada położona jest w odległości 4600 lat świetlnych od centrum Galaktyki.